# Карбонарола (Виченца)
Карбонарола је насеље у Италији у округу Виченца, региону Венето.
Према процени из 2011. у насељу је живело 67 становника. Насеље се налази на надморској висини од 34 м.